# Bezirk Priekule
Der Bezirk Priekule (Priekules novads) war ein Bezirk in Lettland, der von 2009 bis 2021 existierte. Er wurde durch den Zusammenschluss der Gemeinden Bunka, Virga, Gramzda, Kalēti und Priekule gebildet. Das Verwaltungszentrum war die Stadt Priekule. Bei der Verwaltungsreform 2021 wurde der Bezirk aufgelöst, seine Gemeinden gehören seitdem zum Bezirk Dienvidkurzeme.

## Geographie
Das Bezirksgebiet lag im Westen des Landes direkt an der Grenze zu Litauen.

## Bevölkerung
Der Verwaltungsbezirks hatte 2010 6611 Einwohner.

## Nachweise
1. ↑  Vides aizsardzības un reģionālās attīstības ministrija (Ministerium für Naturschutz und Regionalentwicklung), Karten und Auflistung der Verwaltungseinheiten, abgerufen am 17. Juli 2021